# Miss agent especial 2: Armada i fabulosa
Miss agent especial 2: Armada i fabulosa (títol original: Miss Congeniality 2: Armed and Fabulous) és una pel·lícula estatunidenca còmica estrenada el 2005. Protagonitzada per Sandra Bullock. Dirigida per John Pasquin. Seqüela de Miss agent especial (2000). Ha estat doblada al català.

## Argument
Gracie Hart (Sandra Bullock), una atractiva agent de l'FBI, després d'haver aconseguit frustrar un atemptat contra el concurs de bellesa de Miss Estats Units en el qual actuava com a agent secret, s'ha convertit en la sensació dels mitjans de comunicació, i s'ha convertit en una estrella.
Preocupada en comprovar que la seva nova fama està posant en perill el treball que tant s'estima i al que ha dedicat la seva vida, accepta a contracor treballar per l'FBI de l'única forma ara possible: vestida i pentinada per assistir al circuit de programes d'entrevistes com "el rostre de l'FBI". Per a això comptarà amb l'expert en bellesa Joel Meyers (Diedrich Bader)
També tindrà una nova companya, la ruda agent Sam Fuller (Regina King), una agent ambiciosa amb poca simpatia per Gracie. Però quan dos amics de Gracie, Sheryl (Heather Burns) i Stan (William Shatner), són segrestats a Las Vegas, ningú podrà aturar-la i lluitar contra el crim per poder salvar als seus dos grans amics i poder recuperar la normalitat com a agent de l'FBI.

## Repartiment
- Sandra Bullock: Gracie Hart
- Regina King: Sam Fuller
- William Shatner: Stan Fields
- Heather Burns: Sheryl Frasier
- Enrique Murciano: Jeff Foreman
- Treat Williams: Walter Collins
- Diedrich Bader: Joel Mayers
- Ernie Hudson: Harry McDonald
- Dolly Parton (cameo)
- Nick Offerman
- Stephen Tobolowsky
- Octavia Spencer
- Eileen Brennan

Es va començar a rodar el 12 d'abril de 2004. La filmació va tenir lloc a les ciutats de Nova York, Los Angeles i Las Vegas; en aquest últim emplaçament van fer servir com a escenari el Venetian Hotel i l'hotel Treasure Island. Una forta tempesta de sorra l'11 de maig de 2004 va impedir que es pogués dur a terme la filmació als voltants de l'Hotel Treasure Island, per la qual cosa aquest dia el rodatge va ser cancel·lat.

## Rebuda
Miss Conegniality 2: Armed and Fabulous va rebre crítiques negatives. La pel·lícula té un 15 % de comentaris positius en Rotten Tomatoes basat en 145 ressenyes amb una mitjana de 4 sobre 10 i amb el següent consens: «Sandra Bullock segueix sent tan atractiva com sempre, llàstima que la pel·lícula no sigui un concurs de bellesa». Metacritic, que assigna una mitjana ponderada, va atorgar a la cinta un 34 % de comentaris positius basat en 33 ressenyes de les quals quatre van ser positives. Robert Khoeler la va definir per Variety com a «fluixa i inofensiva».
Mike Clark va escriure en l'USA Today que era «esporàdicament divertida i algunes vegades penosa». Jen Chaney la va descriure per The Washington Post com «un affair sense cap gràcia». Brian Orndorf va dir que era «una agra, avorrida, i gens divertida broma de 115 minuts. Pot ser que vagi armada, però sense cap dubte no és fabulosa». Judy Chia Hui Hsu es va mostrar més amable amb la pel·lícula i sañaló en el Seattle Times que era «entretinguda i encantadora». David Foucher va opinar per EDGE Boston que «Sandra Bullock i Marc Lawrence ens porten una seqüela que és igual de simpàtica que la primera pel·lícula… i això ja és».
| Any  | Premi              | Categoria                    | Persona(s)                  | Resultat   |
| ---- | ------------------ | ---------------------------- | --------------------------- | ---------- |
| 2005 | Premis BET         | Millor actriu                | Regina King                 | Guanyadora |
| 2005 | BET Comedy Awards  | Millor actriu de repartiment | Regina King                 | Candidata  |
| 2005 | Premis Teen Choice | Actriu - Comèdia             | Sandra Bullock              | Guanyadora |
| 2005 | Premis Teen Choice | Escena de ball               | Sandra Bullock, Regina King | Candidates |